# Крістіна Данська (1521—1590)
Крістіна Данська (дан. Christine af Danmark, листопад 1521 — 10 грудня 1590) — данська принцеса з Ольденбурзької династії, донька короля Данії, Норвегії та Швеції Крістіана II та ерцгерцогині Австрійської Ізабелли, дружина герцога Міланського Франческо II Сфорца у1534—1535 роках, згодом — дружина герцога Лотаринзького та Барського Франсуа I. Регентка Лотаринзького герцогства у 1545—1552 роках за малолітства свого сина Карла III. Претендентка на престоли Данії, Норвегії та Швеції у 1561—1590 роках. Суверенна леді Тортони, де мешкала від 1578 року.

## Біографія

### Ранні роки
Народилась у листопаді 1521 року у Нюборзі, де був розташований королівський замок. Була п'ятою дитиною та другою донькою в родині короля Данії та Норвегії Крістіана II та його дружини Ізабелли Австрійської. Мала старшого брата Йоганна та сестру Доротею. Старші брати-близнюки померли немовлятами до її народження.
Батько, маючи тісний зв'язок з Нідерландами, намагався вводити нідерландські порядки у підвладних йому країнах, а також видавав просвітницькі закони, намагаючись покращити долю середнього та нижчого класів, що викликало запеклу відсіч з боку дворян та духовенства. Згодом до його противників приєдналися ютландські селяни та городяни, які побоювалися нових податків. 
13 квітня 1523 року король із дружиною та дітьми залишив країну та виїхав до Вере. З червня 1523 по липень 1524 року подружжя намагалося знайти союзників у Німеччині, але їхні намагання виявилися невдалими. Розчаровані, вони зблизилися з Мартіном Лютером і його вченням, що викликало охолодження з католицькою імператорською сім'єю. Після повернення до Нідерландів, сімейство мешкало у призначеній їм резиденції в місті Лір. Родині видавалося 500 гульденів щомісяця, але борги зростали, внаслідок чого були закладені не лише коштовності, а й дитячі іграшки. У Данії та Норвегії королем проголосили Фредеріка I.

У 5-річному віці Крістіна втратила матір, яка померла під час родинного візиту у гості в замку Звейнарде. Надалі діти виховувались у Мехелені родичкою Маргаритою Габсбург, яка була штатгальтеркою Габсбурзьких Нідерландів. Після її смерті у 1530 році, виховання малечі поклали на її наступницю на посаді — Марію. Батька, який намагався повернути свої королівства, ув'язнили в Сендерборзі 1532 року. Майже всі контакти з ним були втрачені. Тоді ж помер старший брат принцеси, Йоганн.

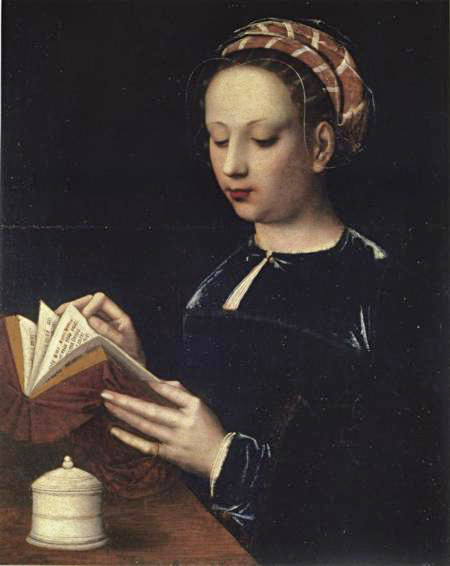
Портрет Крістіни пензля невідомого майстра, близько 1533

Крістіна здобула добру освіту при габсбурзькому дворі. Її наставницею була призначена гувернантка мадам де Фіннес. Дівчину змальовували як дивовижну красуню, розумну та рухливу, що любить полювати та їздити верхи.
Як опікувана імператором Священної імперії, була цінною нареченою. Ще у 1527 році примас Англії Томас Волсі пропонував шлюб Генрі Фіц-Роя, потенційного спадкоємця королівства, з Крістіною. Проте Габсбурги не бажали рідства з кимось, хто народжений поза шлюбом.
У 1531 році герцог Міланський виявив бажання поріднитися з імператорським домом, у відповідь на що Карл V дав дозвіл на шлюб зі своєю племінницею. Втім, герцог був певен, що йому обіцяна рука Доротеї. Дізнавшись згодом, що та має вийти за Якова Шотландського, а йому призначена молодша з сестер, спочатку «дуже обурився». Зрештою, розчарований, він погодився на даний союз, але продовжував скаржитися імперським міністрам, покладаючи на них відповідальність за непорозуміння.
Шлюбний контракт було укладено 10 червня 1533 року. 31 липня імператор повідомив про це штатгальтерку Марію. Приголомшена жінка у листі від 25 серпня відписала братові, що герцог загалом є застарим для шлюбу. Однак Карл V залишився непохитним, і весілля відбулося.

### Перший шлюб

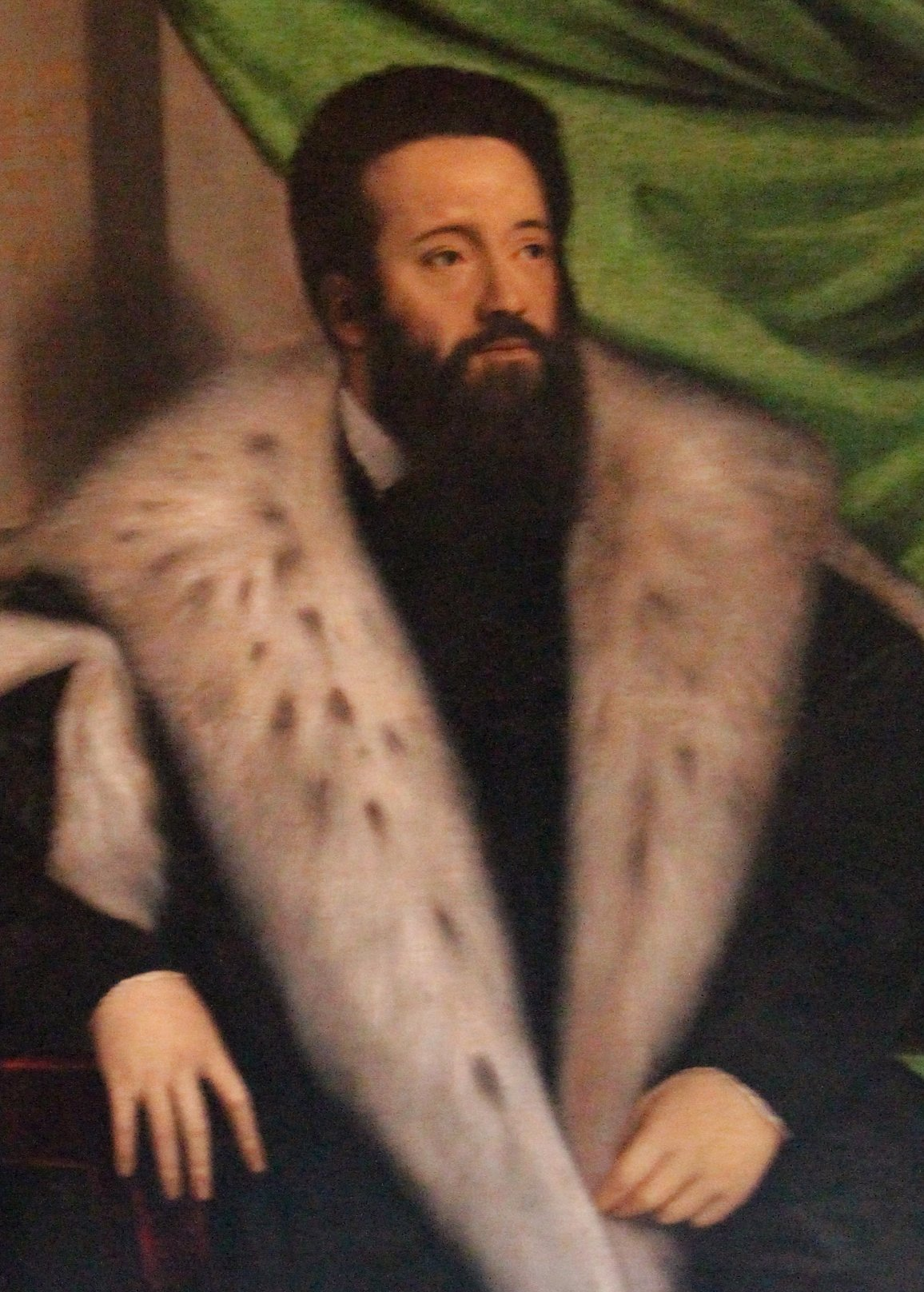
Франческо II Сфорца

23 вересня 1533 року у Брюсселі принцеса взяла шлюб за довіреністю з міланським герцогом Франческо II Сфорца. Нареченого представляв граф Массиміліано Стампа. 3 травня 1534 року, «вся вдягнена в золото, з красою божественнішою, ніж людська…», Крістіна урочисто прибула до Мілану. Окремо хроніки відмічали малолітство нареченої.
Перед прибуттям зупинялася в замку Кусаго, який знаходився у власності родини Стампа. Імператор надав дівчині великий посаг в обмін на зречення претензій щодо скандинавських земель.
4 травня 1534 року у залі Рокетта замку Сфорца відбулося вінчання 12-річної принцеси із 39-річним герцогом Міланським Франческо II Сфорца. Шлюб пари залишився бездітним, але відносини між подружжям були добрими. В Мілані Крістіна була дуже популярною, населення захоплювалося її красою та вважало символом миру та надії. Сама вона полюбляла мисливські вечірки, для неї ж відремонтували й прикрасили замок Сфорца.
Згідно зі шлюбним контрактом, якщо пара не матиме дітей, Міланське герцогство після смерті Франческо II мало увійти до Священної Римської імперії. Герцога не стало 2 листопада 1535 року. Крістіні, як удовина доля, призначалося місто Тортона. Імператор Карл V підтримав її бажання залишитися в Мілані, оскільки герцогиню вважали запорукою спокою міста, і дозволив мати власний двір.

### Матримоніальні плани

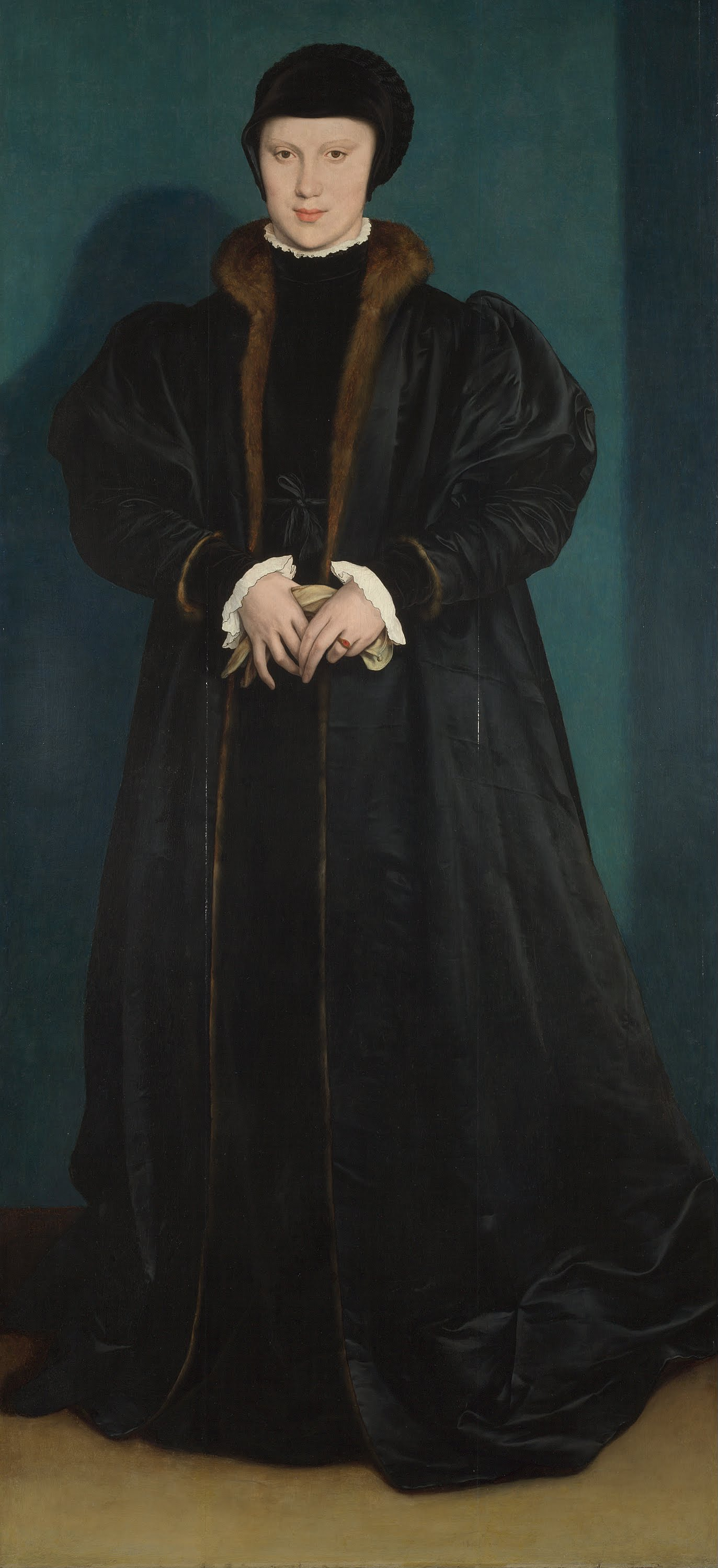
Портрет пензля Г. Гольбейна-молодшого

Каштелян Мілану запропонував юній удові новий шлюб із принцом Людовіком Савойським, але той невдовзі помер. Папа Римський Павло III натомість запропонував кандидатуру свого родича з родини Фарнезе. Французький король, який зазіхав на північ Італії, в свою чергу, висунув ідею шлюбу герцогині зі своїм сином, герцогом Ангулемським. Карл V від цього союзу відмовився.
За володіння землями Міланського герцогства у березні 1536 року почалася війна між Карлом V та королем Франції Франциском I. У грудні того року Мілан офіційно був переданий під командування імперського чиновника, а Крістіну супроводили до Павії. Перед від'їздом вона прийняла титул леді Тортони і призначила губернатора, який керував містом від її імені.
У жовтні 1537 року від'їхала назад до Брюсселю, і, після відвідин сестри, у грудні прибула до Нідерландів. Протягом наступних років її руки просили король Англії Генріх VIII, для чого Ганс Гольбейн Молодший спеціально намалював портрет Крістіни, Вільгельм Клевський, Франсуа Лотаринзький та Антуан Бурбонський.
Сама Крістіна у 1539—1540 роках була закохана у Рене де Шалона, принца Оранського. При дворі помітили, що принц був захоплений герцогинею, залицявся до неї, а вона відповідала взаємністю. Шлюб між ними підтримували сестра принцеси, Доротея, та чоловік останньої, які висловлювались за можливість дівчини вийти заміж через кохання, якщо це можливо. Штатгальтерка Марія також неофіційно підтримувала схильність молодих людей, але не коментувала, очікуючи, чи дозволить імператор даний шлюб, або знову видасть Крістіну заміж через політичні причини.
У жовтні 1540 року Карл V змусив Рене де Шалона одружитися з Анною Лотаринзькою, а потім організував шлюб Крістіни із братом Анни, Франсуа, аби зміцнити союз між Священною Римською Імперією та Лотарингією.

### Другий шлюб

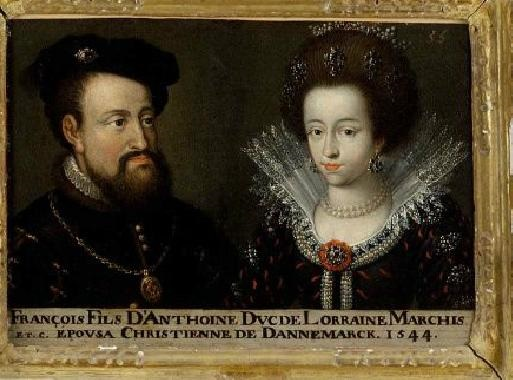
Портрет Франсуа Лотаринзького та Крістіни

У 19 років Крістіна стала дружиною 23-річного принца Франсуа Лотаринзького. Вінчання відбулося 10 липня 1541 року в Брюсселі. У серпні подружжя прибуло до Понт-а-Муссона, де відвідало герцогиню Філіпу, що мешкала у монастирі кларисок. Надалі до Нансі мандрували у супроводі родини де Гізів. У листопаді 1541 року молодята та герцог Антуан відвідали французький двір у Фонтенбло. У пари народилося троє дітей. 
19 червня 1544 року Франсуа став герцогом Лотарингії після смерті свого батька. Крістіна виступала як політичний радник чоловіка. Подружнє життя також змальовувалося щасливим. Пара поділяла інтерес до музики й архітектури, планували відремонтувати свій палац у Нансі. Крістіна під час шлюбу називала себе найщасливішою жінкою у світі. Втім, молодий герцог помер за кілька місяців у віці 27 років. Найменша дочка подружжя народилася за два місяці після його смерті.

### Регентство

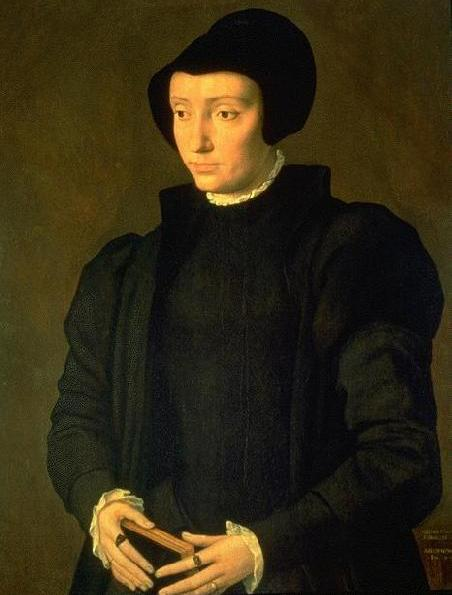
Портрет пензля Міхіля Коксі, 1545

Франсуа I залишив Крістіну регенткою країни та опікункою їхнього малолітнього сина. Його воля була оскаржена партією, очолюваною графом Жаном I де Сальмом, який вважав герцогиню маріонеткою імператора і прагнув зробити її зятя співправителем. 6 серпня, після посередництва імператора, Крістіна та її зять були оголошені співправителями, але Крістіна — як головний регент, з одноосібною опікою неповнолітнього монарха.
У жовтні 1546 приймала у Барі французького короля, який намагався переконати її вийти заміж за графа Омальського, від чого вона відмовилася. Була присутньою на сеймі в Аугсбурзі у 1547 році разом зі своєю тіткою Марією Угорською та принцесою Анною Оранською. Під час сейму обговорювався шлюб між Крістіною та Сигізмундом Польським. За нею також упадав Альберт Алківіад, маркграф Бранденбург-Кульмбахський. Виступала проти шлюбу свого зятя Ніколя Водемонського та Маргарити Егмонтської, боячись, що це викличе невдоволення Франції. У березні 1549 року здійснила офіційний візит до Брюсселя, аби бути присутньою на прийомі принца Іспанії Філіпа в Нідерландах. Той, зрештою, приділив їй стільки уваги, що це викликало невдоволення, і жінка виїхала до Лотарингії, аби уникнути будь-яких дипломатичних ускладнень. Намагалася підтримувати добрі стосунки з родиною Гізів, які були тісно пов'язані з французьким двором. Укріпила замки Стіні, Нансі та кілька інших фортець від очікуваного нападу французів. У 1550 році вдруге відвідала Аугсбурзький сейм.
У вересні 1551 року Франція готувалася до війни проти Імперії, а оскільки Лотарингія вважалася імперським союзником, то перебувала у безпосередній небезпеці. Крістіна спробувала вступити в союз із сім'єю Гізів, відправила попередження імператору і попросила його та Марію Угорську про допомогу у захисті герцогства, бо приготування французів до війни на кордоні були вже помітними. У попередженні заявила, що Лотарингія не має власної армії, а серед місцевої знаті існує опозиція імператору, яка вітатиме французьке вторгнення.
5 лютого 1552 року Генріх II рушив до кордону з Німеччиною і 22 лютого досяг Жуанвіля. Оскільки регентці не вдалося заручитися допомогою Нідерландів та імператора, 1 квітня вона вирушила до герцогині Антуанетти де Гіз у Жуанвіль просити французького монарха шанувати нейтралітет Лотарингії. Її апеляцію задовольнили, і король запевнив її, що герцогству небезпека нападу не загрожує.

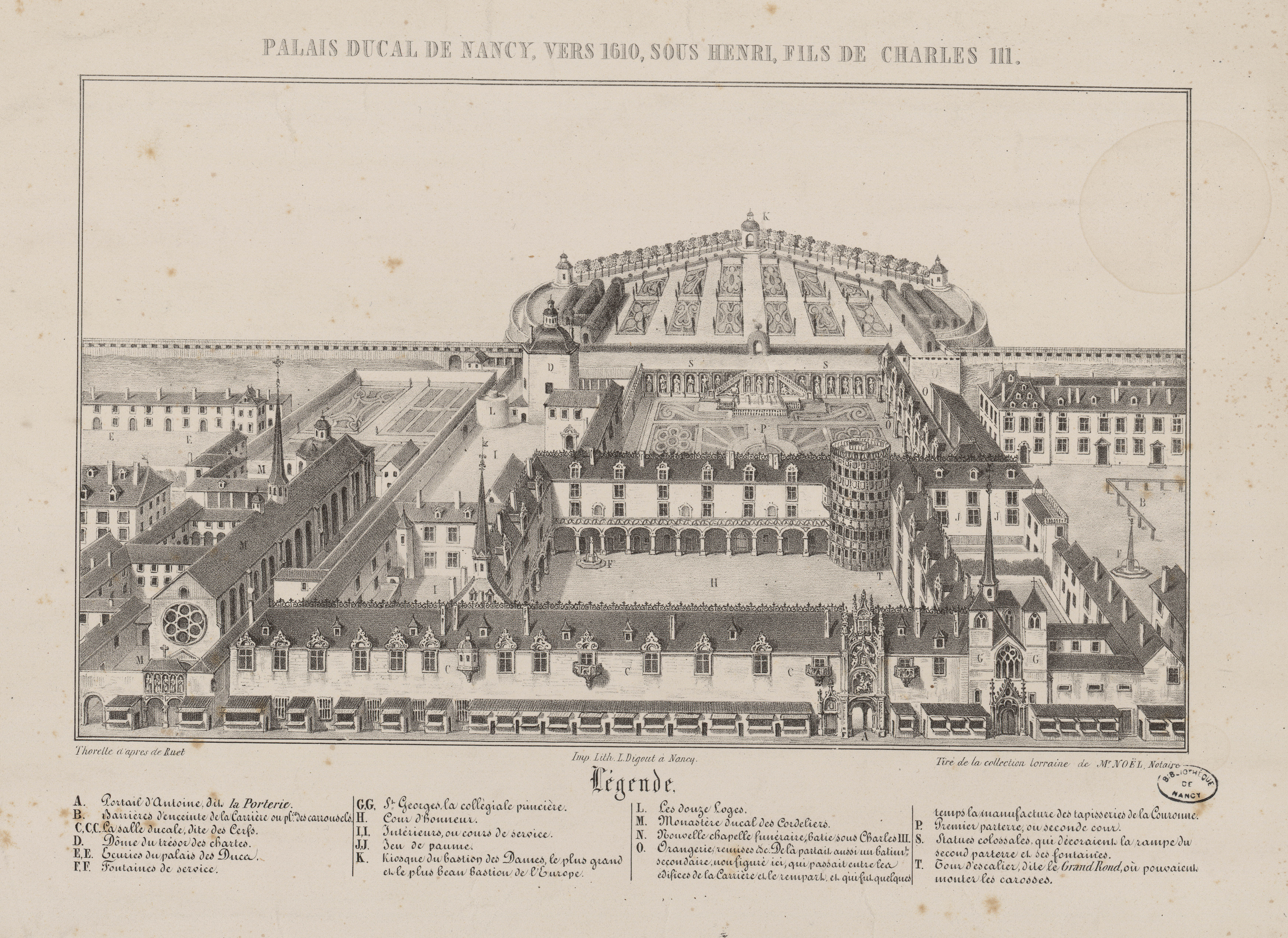
Герцогський палац у Нансі

Порушивши обіцянку, 13 квітня 1552 року Франція вторглася до Лотарингії, і Генріх II увійшов до столиці Нансі. Наступного дня герцогині повідомили, що вона позбавлена опіки над сином, якого король буде виховувати при французькому дворі, а також, що вона та всі інші імперські чиновники в Лотарингії позбавлені будь-яких посад у герцогстві. Чиновники, окрім цього, мали залишити Лотарингію, саму Крістіну виїжджати не змушували.
Після марних благань, герцогиня усамітнилась у своїй удовиній резиденції в Деневрі. Однак, вже у травні 1552 року її швагер Водемон повідомив їй про своє бажання допомогти імперській армії, але листи були перехоплені, і Генріх II Французький наказав жінці також залишити Лотарингію.
Через війну Крістіна не могла виїхати безпосередньо до Нідерландів, тому залишилась у Шлеттштадті. Возз'єднавшись у вересні зі своїм дядьком-імператором, коли він досяг цього району на чолі армії, вирушила до двору сестри у Гайдельберг. Звідти попрямувала до двору тітки Марії у Брюссель, де й оселилася.

### Вигнання

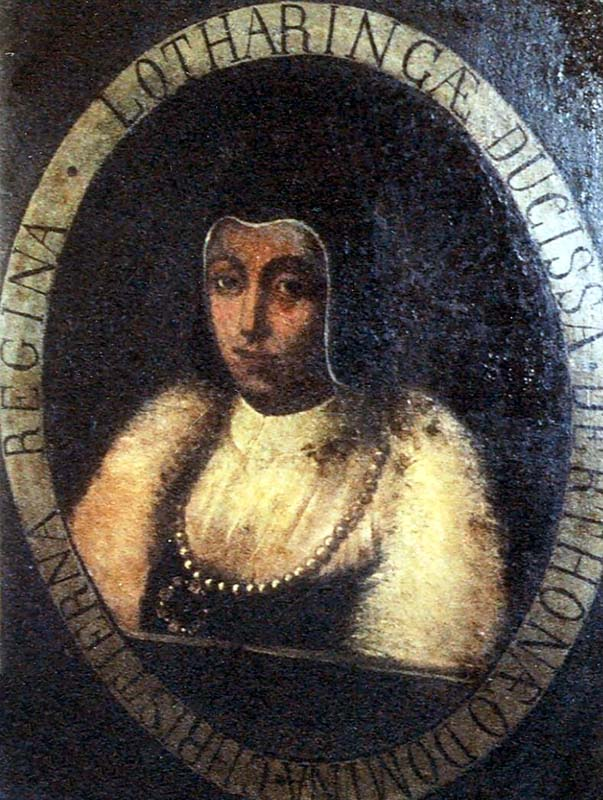
Портрет пензля невідомого майстра

В Нідерландах жінка продовжувала отримувати вигідні шлюбні пропозиції, але вирішила зосередитися на переговорах із Францією про відновлення опіки над сином.
У квітні 1555 року вперше відвідала Англію. Вдруге побувала при дворі Марії I у лютому-травні 1557 року разом із Маргаритою Пармською. Королева вітала їх грандіозним бенкетом у Вайтхоллі. Згідно з чутками, причиною їхнього візиту було бажання забрати з собою принцесу Єлизавету, аби видати її заміж за герцога Савойського. Англійська королева ідею даного шлюбу не підтримала. Крістіна протягом свого візиту справила гарне враження у Лондоні і, як повідомляється, потоваришувала з лордами Арунделом та Пембруком, відвідала кілька католицьких святинь й оглянула фортецю Тауер. Однак було деяке невдоволення королеви Марії через прихильність та увагу, які їй приділяв консорт Філіп. Герцогині також відмовлено у відвідинах принцеси Єлизавети, яка на той час перебувала на самоті в Хетфілді. У травні Крістіна повернулася до Нідерландів.
У травні 1558 року, завдяки переговорам з Ніколя де Водемоном, отримала дозвіл зустрітися з сином. Зустріч відбулася у прикордонному селі Маркуенг. Жінка була запрошена на його весілля до Парижа в 1559 році, але відмовилася.
Оскільки герцог Савойський мав піти у відставку з посади штатгальтера Нідерландів у травні 1559 року, Крістіну називали його наступницею. Вона була популярна серед усіх класів Нідерландів, де виросла та вважалася голландкою, а також мала міцні зв'язки з голландською аристократією і її успіх на мирних конференціях у Серкампі та Като-Камбрезі приніс їй репутацію доброго дипломата. Влітку 1558 року вона була запропонована на посаду. Однак король Філіп Іспанський вважав її популярність серед голландців та, особливо, її дружбу з Вільгельмом Оранським підозрілою, тож у червні 1559 штатгальтеркою призначили Маргариту Пармську. Це викликало конфлікт між жінками, і у жовтні Крістіна повернулася до Лотарингії, куди її син того ж місяця прибув як правлячий герцог. До цього цікавилася у короля Іспанія можливістю отримати герцогство Барі, але той натомість запропонував лише місто Лечче, що не було суверенним володінням і не влаштовувало Крістіну.

### Герцогиня-мати

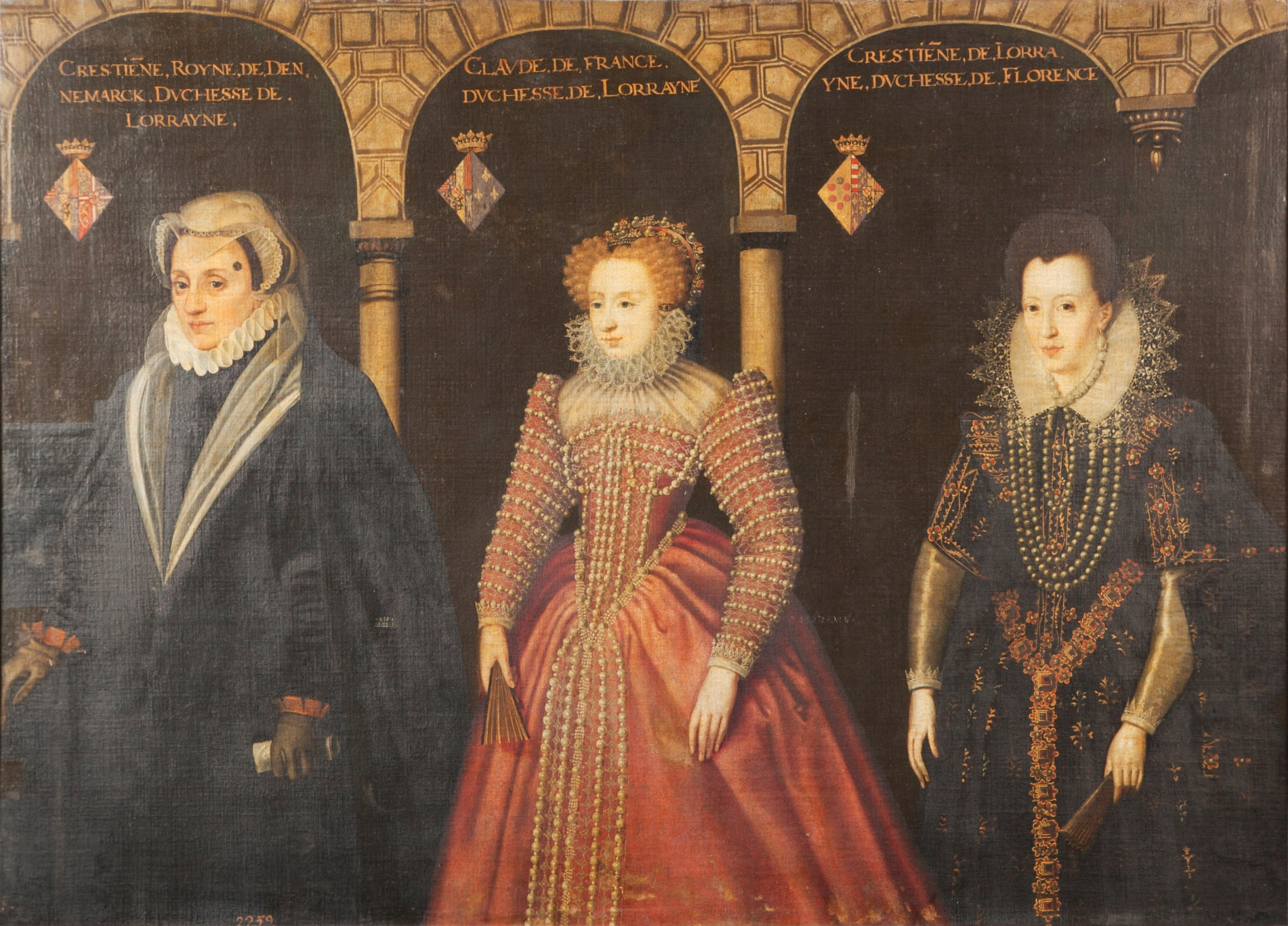
Портрет Крістіни, її невістка Клод та онуки Крістіни

У Нансі Крістіна стала радником сина, особливо у питаннях відновлення фінансів Лотарингії після війни та завоювання лояльності місцевої знаті, а також допомагала невістці. У березні 1560 року знову була призначена регенткою на час відсутності сина та невістки, які здійснювали візит до французького двору. Була присутньою на коронації Карла IX в Реймсі в травні 1561 року й імператора Максиміліана II у Франкфурті у 1562 році.
Як політичний радник сина-герцога, який часто делегував їй політичні завдання, мала сильне становище при лотаринзькому дворі, зокрема, через часті відвідини її невісткою Клод Франції. Окрім іншого, у 1564 році уклала договір з єпископом Тульським. Підозрювала Катерину Медічі у бажанні вплинути на Лотарингію та спробі позбавити її впливу у державних справах.
Після смерті батька у данській в'язниці у січні 1559 року її старша сестра Доротея прийняла титул королеви Данії у вигнанні. Однак, як бездітна удова старша за звичайний дітородний вік, Доротея більше не вважалася політично корисною, й династія Габсбургів не виявляла інтересу до допомоги їй. Данські лоялісти, вірні претензіям Крістіана II, на чолі з вигнаним Педером Оксом, попросили Крістіну переконати Доротею відмовитися від претензій на трон на користь самої Крістіни та її сина. У 1561 році герцогиня відвідала сестру і домоглася її відмови на свою користь. Надалі Крістіна назвала себе законною королевою Данії, Норвегії та Швеції. Певний час намагалася укласти шлюб своєї доньки Ренати з кимось зі скандинавських монархів, але її спроби виявилися марними. Імператор та Нідерланди заявили, що не будуть воювати з Данією. Зрештою, із закінченням Північної семирічної війни у 1570 році, Крістіна перестала активно займатися реалізацією своїх монархічних претензій, хоча у 1574 році брала участь у змові Морне для повалення короля Швеції Югана III.

### Життя у Тортоні

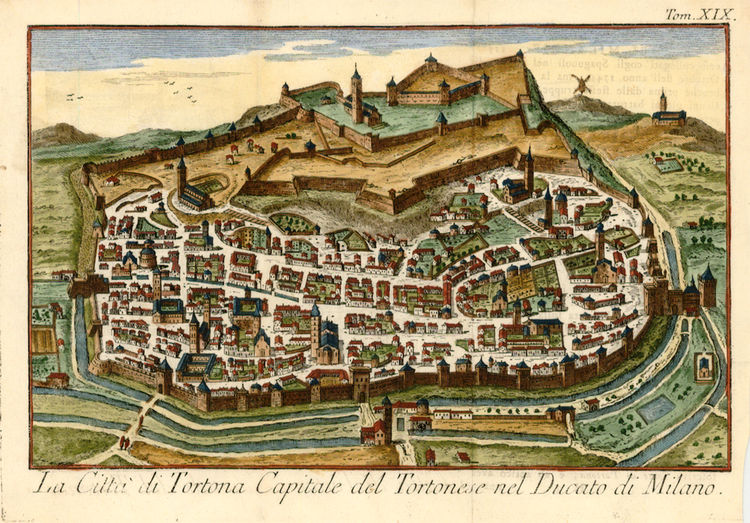
Мапа Тортони

У 1577 році Крістіна серйозно захворіла, ймовірно, на психосоматичний параліч. Страждаючи від хвороби, вирішила здійснити паломництво до санктуарію Лорето. На початку серпня 1578 року вона виїхала з Нансі і 20 серпня прибула до Мілану, де була гостинно зустрінута іспанським віце-королем, маркизом д'Аямонте. Відвідавши Лорето, залишила багаті дари на знак подяки. На зворотньому шляху вирішила оселитися у Тортоні, сувереном якої вона була проголошена після смерті першого чоловіка. Перед прибуттям нетривалий час мешкала поруч із абатством Санта-Марія-ін-Рівальта-Скрівія, оскільки міський замок був зайнятий іспанцями. До 1579 року муніципалітет відновив для неї спеціальне палаццо, і 17 червня 1579 року герцогиня офіційно в'їхала до Тортони. Члени магістрату зустріли Крістіну біля міської брами та супроводили до палаццо Буссеті, де на її честь був даний бенкет.
Місцевий клімат виявився для жінки навіть більш корисним, ніж очікували лікарі. Нікколо Монтемерло, автор «Тортонської хроніки», виданої у 1618 році, зазначав що Крістіна прибула до міста ледве не помираючою, а прожила у ньому більше десяти років у здоров'ї та комфорті. Антоніо Кампо у 1585 році писав про її перебування: «Герцогиня Крістіна Міланська, що прославилася своєю красою та витонченими манерами, привітністю та великодушністю, нещодавно приїхала провести своє вдівство у місті Тортона, і живе там у великій розкоші, любима усіма».
Брала активну участь в управлінні містом. Її володарювання має гарну репутацію в історії: зазначається, що Крістіна викорінила зловживання, поклала край ворожнечі з Равенною, домоглася відновлення втрачених привілеїв і захищала права міста від іспанців. В Тортоні користувалася популярністю, часто приймала прохачів та спілкувалася з місцевою міланською знаттю. Протегувала художникам. Тримала двір у палаццо ді Чітта, поблизу невеликої церкви Санта-Марія-ді-Лорето, куди часто ходила молитися і якій пожертвувала деякі культові предмети. Влітку переїжджала у сільську місцевість, зазвичай у Монтекастелло поблизу Алессандрії або в Рокка-Спарвера, відразу за селом Кваттордіо, у заміський будинок Джованні Джакомо Чівальєрі, її великого канцлера. Активно листувалася з дітьми. Її молодша донька Доротея переїхала до неї в Тортону після смерті чоловіка наприкінці 1584 року.
У жовтні 1681 року приймала у себе колишню імператрицю Марію. 2 жовтня 1583 року була присутньою на освяченні собору Тортони. У червні 1584 року іспанський віцекороль повідомив, що її права як суверена міста більше не дійсні, але жінці дозволили залишитися в резиденції та жити на доходи Тортони протягом решти життя. У 1590 році вона відвідала урочистості із закладення першого каменю у фундамент церкви Санта-Джустіни. Монастирю Святої Трійці презентувала дорогоцінний релікварій, що містив велику частину Святого Хреста. Запросила до себе з Парижу доньку своєї давнішньої подруги, мадам Кастеллані, довідавшись, що та проживає у скрутних умовах. У 1587 році, дізнавшись, що є для її онука Генріха Лотаринзького існує можливість посісти трон Франції, просила Папу Римського підтримати його.

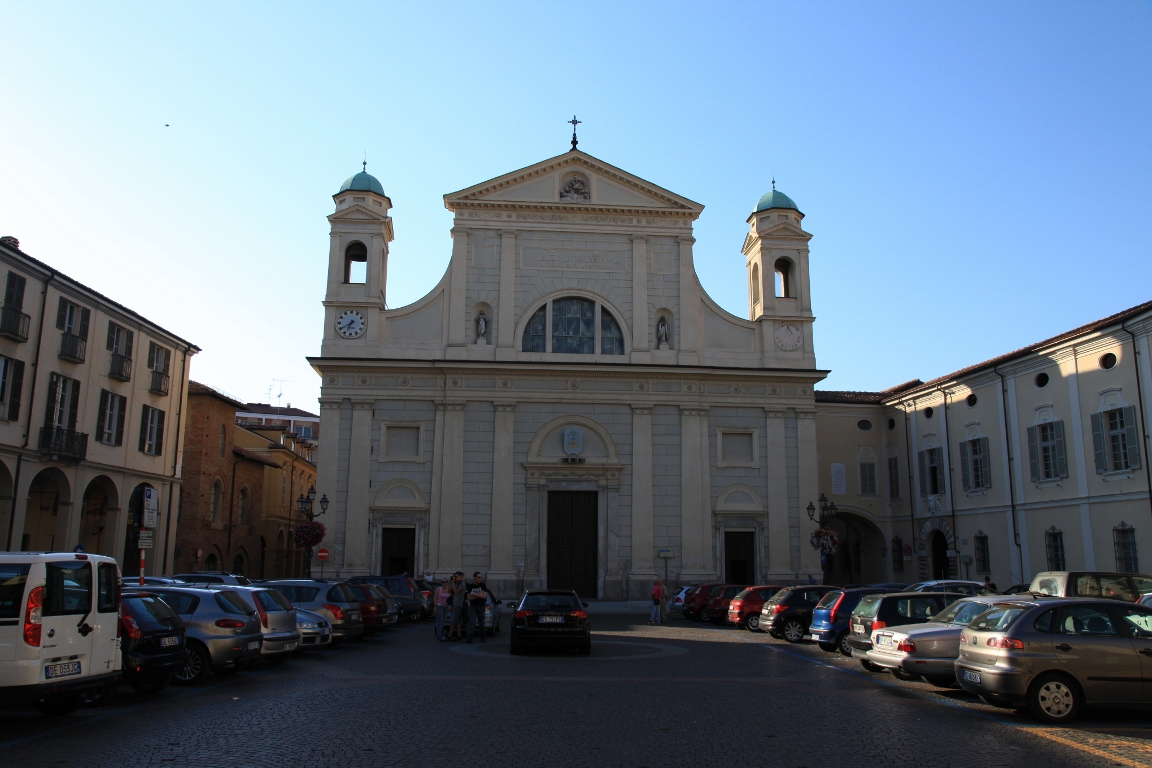
Собор Тортони

За Джулією Картрайт, Крістіна пішла з життя 10 серпня 1590 року в Алессандрії в будинку своєї подруги Маддалени Гуаско, перед цим серйозно захворівши у своїй літній резиденції в Роккаспарвера. Вночі герцогиню перевезли до Тортони, де у новому соборі відбулася панихида, після чого тіло забальзамували, і її донька Доротея доправила його до Нансі, де колишня правителька знайшла останній спочинок.
За іншими даними, померла 10 грудня 1590 року у 69-річному віці. Була похована у новому соборі Тортони. Згодом її перепоховали в усипальні лотаринзьких герцогів у церкві кордельєрів у Нансі.

## Вшанування
- В Тортоні встановлена меморіальна дошка на честь герцогині[18] та названа її іменем вулиця.[19]
- В Єпархіальному культурному центрі Тортони 20 вересня — 25 листопада 2018 року проходила художньо-документальна виставка «Крістіна Данська, леді Тортони в іспанську епоху».[15]

## Родина
Чоловік — Франческо II Сфорца
Дітей не було
Чоловік — Франциск I (герцог Лотарингії)
Діти:
- Карл (1543—1608) — наступний герцог Лотарингії та Бару у 1545—1608 роках, був одружений з французькою принцесою Клод де Валуа, мав дев'ятеро дітей;
- Рената (1544—1602) — дружина герцога Баварії Вільгельма V, мала десятеро дітей;
- Доротея (1545—1621) — була двічі одружена, дітей не мала.